# Profetia
Profetia er en dansk dramafilm fra 2009. Den er instrueret af Johan Melin i samarbejde med the Good Army.
Profetia er opfølgeren til Johan Melins spillefilmsdebut Preludium fra 2008. Filmen blev simultant med biografpremieren gjort tilgængelig på både dvd og VOD.

## Medvirkende
- Sofie: Anette Karlsen
- Ruth Popovic: Anna Fabricius
- Lars Hviid: Lai Yde Holgaard
- Tom: Anders Hove
- Johnny: Christoffer Svane
- Sanne: Sanna Thor
- Casper: Nicolai Faber
- Eva: Patricia Schumann

## Modtagelse
Filmen modtog dårlige anmeldelser. Jyllands-Posten gav filmen én stjerne og beskrev filmen som ”en yderst anstrengende affære, der højstemt iklæder banaliteter om kærlighed i prætentiøse klæder”. DR's Filmland gav filmen to ud af seks stjerner og beskrev filmen som "højtravende og prætentiøs". Filmguide.dk beskrev filmen som Banal og prætentiøs og gav én ud af seks stjerner.
Filmen, der havde modtaget 4,8 millioner kroner i offentlig støtte - solgte i alt 300 billetter.